# Tinidazol
Tinidazol, tynidazol – organiczy związek chemiczny, pochodna 5-nitroimidazolu, lek przeciwpasożytniczy i przeciwbakteryjny.

## Mechanizm działania
Lek uszkadza strukturę DNA lub hamuje jego syntezę w komórkach drobnoustrojów.

## Wskazania
Tinidazol stosuje się w leczeniu rzęsistkowicy, a także w chorobach wywołanych przez Giardia intestinalis i Entamoeba histolytica. Z racji działania na podobne patogeny co metronidazol, tynidazol stosuje się zamiennie (na przykład w przypadkach, gdy metronidazol jest nietolerowany przez pacjenta).
Tinidazol może być również stosowany w leczeniu wielu zakażeń bakteryjnych, w tym Helicobacter pylori.

## Dawkowanie
Dawkę ustala lekarz. Wielkość dawki zależy typu od infekcji i masy ciała. U kobiet zarażonych rzęsistkiem pochwowym stosuje się zazwyczaj dawkę jednorazową. Należy także leczyć partnera seksualnego, jako że zakażenie Trichomonas vaginalis może przebiegać bezobjawowo u mężczyzn.
Podczas leczenia i co najmniej przez 3 dni po jego zakończeniu nie należy pić alkoholu, ze względu na ryzyko wystąpienia efektu disulfiramowego, objawiającego się zaczerwienieniem twarzy, wzrostem ciśnienia tętniczego, przyspieszeniem bicia serca, nadmierną potliwością, dusznościami.

## Działania niepożądane
- mdłości
- wymioty
- gorzki i metaliczny smak w ustach
- wysypka skórna
- ból i zawroty głowy
- zmiany w obrazie morfologicznym krwi
- pociemnienie barwy moczu

## Preparaty
- Tinidazolum – tabletki powlekane 500 mg